# Ејвери (Калифорнија)
Ејвери (енгл. Avery) насељено је место без административног статуса у америчкој савезној држави Калифорнија.

## Демографија
По попису из 2010. године број становника је 646, што је 26 (-3,9%) становника мање него 2000. године.
| Група             | 2000.       | 2010.       |
| Белци             | 613 (91,2%) | 575 (89,0%) |
| Афроамериканци    | 0 (0,0%)    | 5 (0,8%)    |
| Азијати           | 4 (0,6%)    | 3 (0,5%)    |
| Хиспаноамериканци | 29 (4,3%)   | 38 (5,9%)   |
| Укупно            | 672         | 646         |